# 政治資金パーティー
政治資金パーティー（せいじしきんパーティー）とは、政治資金を集める目的で有料開催される（会費を徴収して行なわれる）イベントである。日本において政治資金規正法第八条の二で規定する「政治資金パーティー」を指す。

## 概説
一般には「＊＊感謝の集い」や「＊＊君を励ます会」などと銘打って開かれ、直接的に「政治資金」と付される事はない。
定義は法律で明文化されている。
飲食や会場費との差額（収益）が本人や政治団体の政治資金となる。

## 規制
政治資金パーティーは政治資金規正法において規定されており、政治団体が政治資金パーティーを開催した場合、対価にかかる収入、支出などについて政治資金収支報告書に記載したうえ、総務省及び都道府県選挙管理委員会に提出することになる。
政治資金パーティーは原則として政治団体によって開催されるものであるが、政治団体以外の者が開催することも禁止されていない。この場合、開催しようとするパーティーが1,000万円以上の収入が見込まれるものであれば開催者は政治団体とみなされ、政治団体としての届出や収支報告書の提出が義務付けられる。
他にも細かな規定が存在する。
- 一つの政治資金パーティーにつき、20万円（政治資金規正法の改正により、2027年1月1日より5万円となる予定[1]）を超える支払いをした者については、氏名、住所などを収支報告書に記載しなければならない。ただし、政治団体に代わって、任意の団体・人物がパーティー券の販売と集金を行うあっせんの場合、あっせん者は明細を政治団体に提出する必要があるが、政治団体はそれを公開する義務はなく原則非公開である。
- 一つの政治資金パーティーあたりの収入が1,000万円以上のものを開催した場合、パーティー名、収入金額、対価の支払いをした者の数などを収支報告書に記載しなければならない。
- 一つの政治資金パーティーにつき、同一の者が支払うことのできる金額は150万円までである。ただし、政治団体に代わって、任意の団体・人物がパーティー券の販売と集金を行うあっせんの場合、そのあっせん額には上限がない。
- 案内状やパーティー券などに『この催物は、政治資金規正法第八条の二に規定する政治資金パーティーです。』と記載しなければならない。（対価の支払者への事前告知義務）

政治献金と異なり、外国人が券を購入することに禁止規定はなかったが。2024年12月24日に成立した政治資金規正法等の一部を改正する法律案で禁止規定が設けられ、特例上場日本法人以外は公布とともに禁止される事になった。政党・政治団体に入党・会員登録して党費・会費を納める事と同様ではない。

## 問題
国務大臣、副大臣及び大臣政務官の大規模パーティー自粛規定
1999年に行われた政治資金規正法の改正により資金管理団体に対する会社などからの寄附が禁止されたことから、寄附にかわる政治資金の調達手段として政治資金パーティーが多く開かれるようになったが、同時に、多額の資金を集める派手なパーティーの開催は国民の批判を集めるようにもなり、2001年に閣議決定された「国務大臣、副大臣及び大臣政務官規範」においては、国務大臣、副大臣、大臣政務官は国民の疑惑を招きかねないような大規模な政治資金パーティーの開催は自粛すべきものとされている。
閣議決定により、「国務大臣、副大臣及び大臣政務官規範」が定められたものの、「国民の疑惑を招きかねない」規模とはどの程度の規模なのか数値基準が明記されていないため、閣僚がパーティーを強行し、後に議論となる場合も多い。
あっせん制度による購入者の隠蔽
あっせん者からパーティー券を購入した購入者の氏名は公開する必要がない。
議員会館や国会議事堂での開催
議員会館や国会議事堂を政治資金パーティー会場に使う事は認められていない(政治資金パーティーにかぎらず、単にパーティー利用が認められない)。小泉俊明衆議院議員の資金管理団体が、2010年に議員会館会議室で政治資金パーティーを開いていた事が問題視された。
収入の95％が匿名
収益約48億円のうち政治資金収支報告書に記載の必要がない一回20万円以下の購入者が約95％にのぼり抜け道になっている。
企業献金の隠れ蓑
最初から出席しないことを前提とした企業関係者へのパーティー券販売は、実質的な企業献金だという指摘がある。「利益率」が90%超えのパーティーも少なくないとされる。また日本維新の会・大阪維新の会のように「企業献金を受け取らない」と表明している政党も、企業関係者に欠席前提のパーティー券販売を行っている実態がある。
自由民主党5派閥における政治資金パーティー収入の裏金問題
その他
政治資金パーティーを隠れ蓑にし、事実上政治献金が行われていることが問題視されることもある。
1980年代には暴力団が引き取り手がいないパーティー券を大量に入手、会場に暴力団員を送り込むことと引き換えに示談金を要求する出来事もあった（代議士刺傷事件）。
政治資金パーティーにおいて、金額や宛名を空欄のままにした領収書が、国会議員の間で慣例的にやり取りされていることが、2016年10月に読売新聞の報道により明らかになった。
2019新型コロナウイルスの感染拡大の影響で、5人以上の会食の自粛が呼び掛けられるようになったが、そうした中でも政治資金パーティーを強行開催し、問題になることがある。